# British Rail Class 55

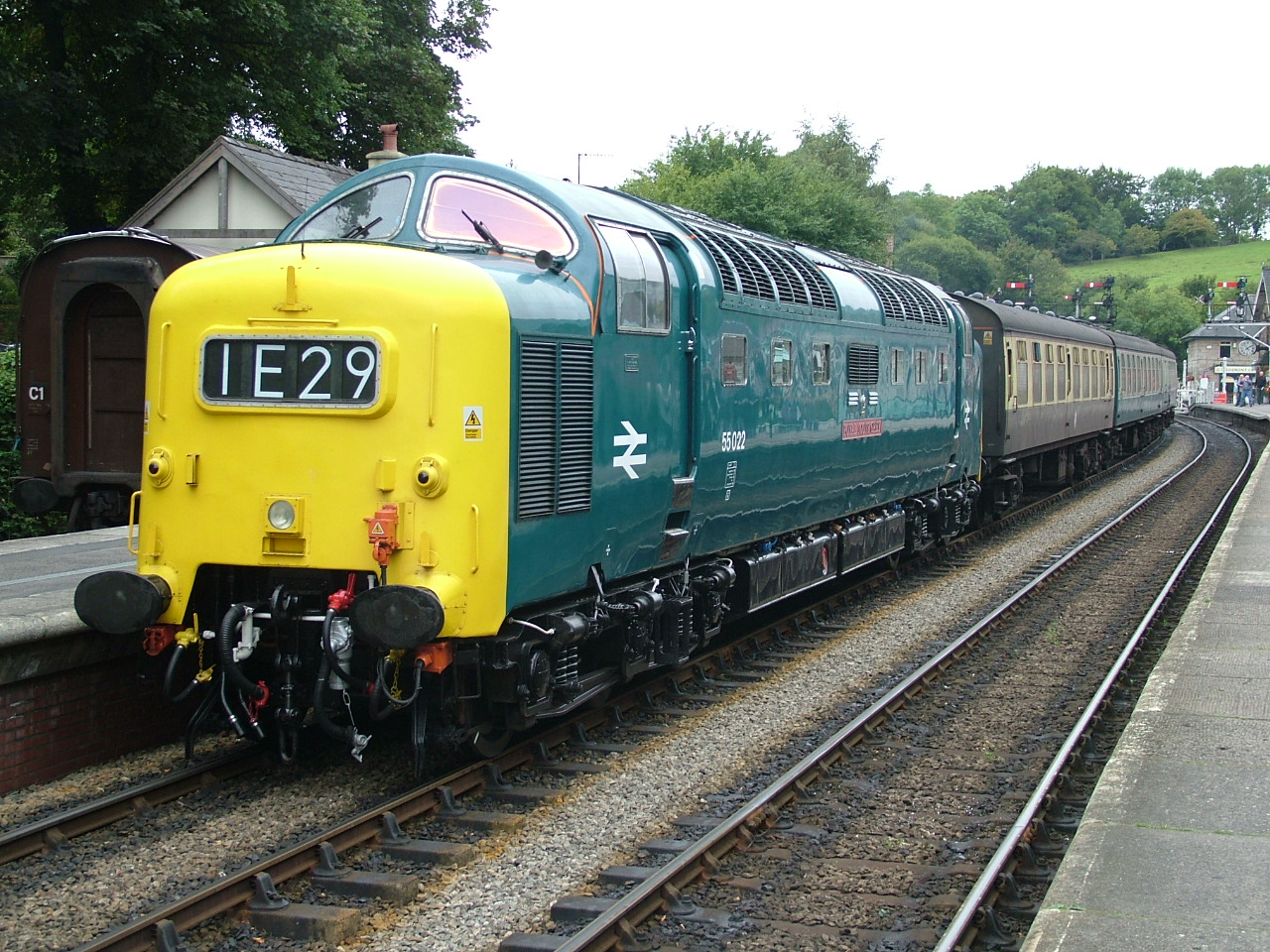
Ett bevarat exemplar av Class 55, fotograferat 2009.

British Rail Class 55 var en typ av brittiska diesellok som tillverkades åren 1961 och 1962 av företaget English Electric. Loken byggdes för att dra expresståg på engelska östkusten, främst mellan King's Cross station i London och Edinburgh Waverley. Typen kom att kallas Deltic, efter en prototyp som bar det namnet. Totalt tillverkades 22 exemplar varav sex stycken finns bevarade.
Reguljärtrafiken med loktypen ersattes helt under åren 1980-1982 av InterCity 125-lok.